# Contracaecum fabri
Contracaecum fabri är en rundmaskart. Contracaecum fabri ingår i släktet Contracaecum och familjen Anisakidae. Inga underarter finns listade i Catalogue of Life.